# Amanda Fondell
Amanda Linnea Fondell, švedska pevka, * 29. avgust 1994 Linderöd 

## Kariera
Leta 2011 je postala zmagovalka osme serije švedskega Idola. Z 52 % glasov je v finalu premagala Robina Stjernberga. 
Amandin debitantski singel »All This Way« je izšel 2. decembra 2011. 

## Diskografija

### Album
- »All This Way« (2011)
- »Because I Am« (2014)

### EP
- »Pt. 1 Let Me Introduce You to My Thoughts« (2020)

### Pesmi
- »All This Way« (2011)
- »Bastard« (2012)
- »Dumb« (2013)
- »Let the Rain Fall« (2013)
- »Keep The Love« (2014)
- »You Better Give Up Now« (2014)
- »Naked« (2017)
- »Count on You« (2017)
- »Crown« (2018)
- »Heart of Glass« (2019)
- »Reckless« (2019)
- »Sympathy« (2019)
- »Widescreen« (2020)
- »Twist« (2020)
- »Baby« (2021)
- »One Role« (2021)